# Cardiff Challenger
Il Cardiff Challenger è stato un torneo professionistico di tennis giocato su campi in cemento indoor. Faceva parte dell'ATP Challenger Series. Si giocava annualmente a Cardiff in Gran Bretagna.

## Albo d'oro

### Singolare
| Anno | Campione          | Finalista       | Punteggio        |
| ---- | ----------------- | --------------- | ---------------- |
| 2007 | Frédéric Niemeyer | Alex Bogdanović | 6–4, 7–5         |
| 2006 | Jan Vacek         | Uros Vico       | 7–6(5), 1–6, 6–3 |

### Doppio
| Anno | Campioni                          | Finalisti                     | Punteggio        |
| ---- | --------------------------------- | ----------------------------- | ---------------- |
| 2007 | Pavel Šnobel Jan Vacek            | Paul Baccanello Wesley Moodie | walkover         |
| 2006 | Philipp Petzschner Alexander Peya | Filip Prpic Björn Rehnquist   | 4–6, 6–3, [10–7] |